# Beach volley
Il beach volley (anche chiamato beach volleyball e meno comunemente sand volleyball, sand volley e pallavolo da spiaggia) è uno sport di squadra giocato sulla sabbia, olimpico dal 1996. Nato come variante del gioco della pallavolo, da semplice ricreazione sulle spiagge si è evoluto fino a diventare sport professionistico in vari paesi del mondo. Due squadre di due giocatori ciascuna si scontrano su un campo di sabbia diviso da una rete.
Come nella pallavolo, lo scopo del gioco è quello di mandare la palla sopra la rete per farla cadere nel campo avversario cercando di opporsi al medesimo obiettivo della squadra avversaria. Ogni squadra ha a disposizione tre tocchi, comprensivi del tocco del muro, a differenza della pallavolo. La palla è messa in gioco con un servizio, ovvero un colpo del servitore diretto sopra la rete al campo avversario. Lo scambio continua fino a quando la palla tocca terra in campo, fuori dal campo (out) o una squadra fallisce nel tentativo di attacco.
La squadra che vince lo scambio conquista un punto (rally point system). Se è la squadra che riceve a vincere lo scambio, oltre al punto guadagna il diritto al servizio. Il giocatore di servizio deve cambiare ogni volta che si verifica questa combinazione. Originario della California e delle Isole Hawaii, il beach volley è ora uno sport molto popolare anche in regioni che non presentano una linea costiera, come la Svizzera.
A livello internazionale, le nazioni più vittoriose sono tra gli uomini il Brasile (166 medaglie d'oro), gli Stati Uniti (54) e la Germania (14). Tra le squadre femminili conduce sempre il Brasile (124 medaglie d'oro), seguito da Stati Uniti (90) e Cina (17). La coppia di punta brasiliana Larissa-Juliana è Campione del Mondo ai Mondiali di Roma 2011. Assieme all'Australia e alla Svizzera, queste sono le nazioni che con più frequenza sono salite sul podio degli eventi FIVB e olimpici. Gli Stati Uniti conducono la classifica di presenze al World Tour (279 eventi), seguiti dall'Italia (216) e dal Brasile (206), facendone le nazioni più attive nel panorama internazionale.
È lo sport più popolare tra quelli praticati sulla sabbia; stabilimenti balneari in ogni angolo del globo hanno campi di beach volley, persino in nazioni dove la pallavolo ha scarso riscontro. Questo perché è uno sport facilmente praticabile, richiede poche attrezzature (a differenza del beach tennis), poca manutenzione e poco spazio (a differenza del beach soccer, beach handball e tambeach) a livello amatoriale ha regole personalizzabili e possono partecipare un numero variabile di giocatori ed è uno sport altamente ricreativo.

## Regole di gioco
Le regole del gioco si differenziano da quelle della pallavolo principalmente per:
- area di gioco
- sistema di punteggio
- caratteristiche del tocco
- cambio campo
- caratteristiche del pallone

L'area di gioco è un rettangolo di sabbia che misura 16x8 m e composto da una sabbia fine ma non appiccicosa, circondato da una zona libera larga almeno 3 m.
Il campo è delimitato da linee di gioco larghe 5–8 cm. L'altezza e le caratteristiche della rete sono le stesse della pallavolo (2.24 m per le donne e 2.43 per gli uomini).
Il numero di partecipanti per squadra è di 2 giocatori e non sono ammessi cambi. I giocatori sono liberi di disporsi all'interno del campo da gioco, eccezion fatta per il giocatore di servizio. Il fallo di posizione non è previsto. Deve essere rispettato l'ordine del servizio. Un membro della coppia riveste il ruolo di capitano. Si gioca a piedi scalzi, a meno di specifiche e momentanee autorizzazioni.
Una partita è articolata in set e la vittoria si assegna al meglio dei tre set. Per vincere un set sono necessari 21 punti, con un vantaggio minimo di due punti. In caso di parità al termine del secondo set, il terzo e ultimo set si assegna alla squadra che ottiene per prima 15 punti con un vantaggio minimo di due punti.
Si commette fallo di attacco se la palla viene colpita e indirizzata dalle sole dita con i polpastrelli (pallonetto), o se l'attacco in palleggio ha una traiettoria non perpendicolare alla linea delle spalle (a meno che questo non sia stato indirizzato al compagno). Per effettuare colpi a pallonetto vanno usate le nocche. Qualsiasi tocco, compreso quello di ricezione e difesa, deve essere pulito. La palla non può essere catturata, bloccata, trattenuta o accompagnata. Fanno eccezione l'azione difensiva di un attacco forte, che può essere difeso sopra la testa a mani aperte e l'azione contesa a muro: in entrambi i casi la palla può essere brevemente trattenuta. Il tocco di muro conta come tocco di squadra.
Si effettua cambio campo alla fine di ogni set, ogni sette punti e suoi multipli durante il primo e il secondo set, ogni cinque punti e suoi multipli nel terzo ed ultimo set. Questo viene fatto per mediare tra le due squadre le caratteristiche del campo, come insolazione e ventilazione.
Il pallone, di pelle sintetica o similari, è ricoperto di un materiale impermeabile. È leggermente più grande di quello da pallavolo (66–68 cm) ed è gonfiato ad una pressione minore (171-221 hPa), ma il peso deve essere lo stesso (260-280 g).
Nel beach volley è molto in uso segnalare al compagno le intenzioni di muro nella fase "break". Questi segnali vengono fatti dietro la schiena con entrambe le mani, così da poter differenziare i due giocatori e sono tendenzialmente quattro: un dito disteso della mano, indica che sul giocatore corrispondente alla mano stessa, si terrà un muro lungo la linea laterale del campo; due dita distese indicheranno invece un muro diagonale; il pugno chiuso indicherà un "pull off", ovvero una "finta" a muro per raggiungere velocemente la posizione di difesa; la mano aperta indica invece l'intenzione di murare la palla e non una determinata zona del campo.

## Storia del gioco
Il gioco della pallavolo in sala, da cui deriva il beach volley, è stato inventato nel 1895 dall'americano William G. Morgan, direttore della Ymca di Holyoke. Egli, mescolando elementi presi in prestito dal basket, dal baseball, dal tennis e dalla pallamano inventa un gioco per la sua classe di economisti che avesse minor contatto fisico rispetto al basket. Il nome originale è Mintonette, che deriva dalla parola badminton, infatti lo scopo non è altro che quello di far volare ("volley") una palla da una parte all'altra della rete. La nascita del beach volley viene fatta risalire al 1915, mentre nel 1930 a Santa Monica fu giocata la prima partita tra due coppie di giocatori. Nello stesso anno lo sport sbarca oltreoceano a Palavas-les-Flots, Lacanau e Royan in Francia; vicino a Sofia, in Bulgaria; a Praga, nella Repubblica Ceca e a Riga, in Lettonia.
Nel 1947 si gioca il primo torneo ufficiale a State Beach, California, senza premio in denaro. Vincono Saenez-Harris.
Nel 1948 i vincitori del torneo tenuto sempre a State Beach vengono premiati con una cassa di Pepsi.
Negli anni '50 viene organizzato il primo circuito su cinque spiagge della California: Santa Barbara, State, Corona del Mar, Laguna e San Diego. Il beach volley diventa parte integrante dello stile di vita californiano. Persino i Beatles a Sorrento Beach si dilettano a colpi di palleggi e bagher e Marilyn Monroe parla della neonata disciplina. Il presidente J. F. Kennedy partecipa al primo evento ufficiale di beach volley sulle spiagge di Sorrento Beach a Los Angeles.
Nel 1974 si svolge a San Diego il primo torneo sponsorizzato, con un premio in denaro di 1.500$. Davanti a 250 spettatori sono vincitori Dennis Hare e Fred Zuelich.
Nel 1976, a State Beach va in scena il primo campionato di beach volley con in palio 5.000$. Vincono Jim Menges e Greg Leem davanti a 30.000 spettatori.
Nel 1980 negli Stati Uniti si svolge il primo tour organizzato, con sette tappe in calendario ed un premio pari a 52.000$.

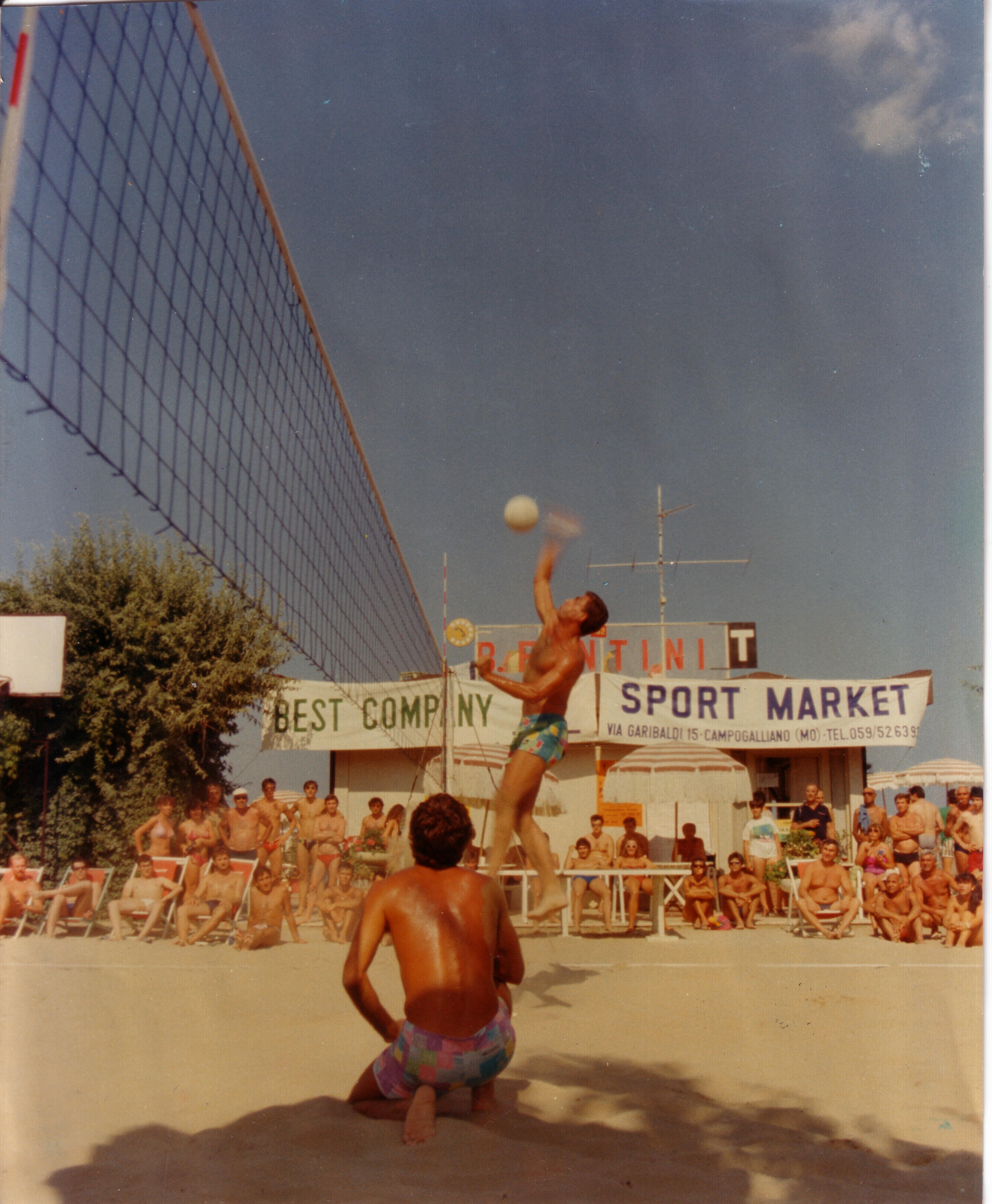
1984 - 1º torneo nazionale di beach volley al Fantini Club di Cervia

Nel 1984 si ha notizia del primo torneo di beach volley in Italia: viene organizzato al Fantini Club, sulla spiaggia di Cervia. Qui viene coniata anche la parola "beach volley", italianizzata dall'americana "beach volleyball".
Nel 1986 davanti a 5.000 spettatori, si tiene a Rio de Janeiro la prima esibizione internazionale di beach volley.
Nel 1987, sulle spiagge brasiliane di Ipanema viene organizzato il primo torneo internazionale omologato dalla FIVB. La coppia americana, composta da Sinjin Smith e Randy Stoklos, si aggiudica il premio in denaro di 22.000$.

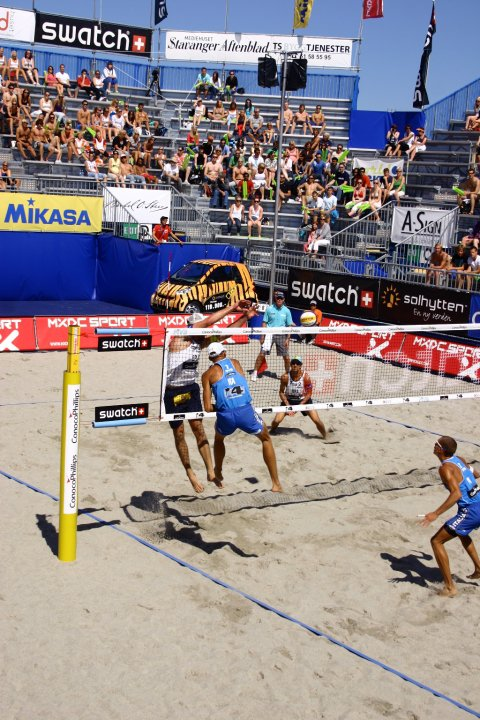
Un'azione di gioco al World Tour di Stavanger 2010

## Il primo World Tour - FIVB World Series
Negli anni 1989-'90 nasce il primo circuito internazionale FIVB di Beach Volley sotto il nome World Series, che include appuntamenti in Brasile, Italia e Giappone. La tappa brasiliana fa registrare il tutto esaurito. Sinjin Smith e Randy Stoklos (USA) si laureano campioni del mondo.
Nel settembre 1990 si riunisce a Losanna il primo Consiglio Mondiale della FIVB per stilare un programma di crescita del beach volley.
Nell 1992 Il beach volley è presente alle Olimpiadi di Barcellona come sport dimostrativo. In seno alla FIVB viene creata una sezione appositamente dedicata al beach volley.
Negli anni 1994-'95 Per la prima volta il beach volley è presente ai Goodwill Games disputati a San Pietroburgo (Russia).
Negli anni 1995-'96 Il ranking internazionale FIVB costituisce uno dei criteri che regolano la qualificazione delle migliori coppie ai Giochi olimpici. Circa 600 atleti, in rappresentanza di 42 Paesi, partecipano al torneo di qualificazione olimpico. Oltre 50 Federazioni Nazionali prevedono al loro interno un Consiglio Nazionale in materia di beach volley per promuovere la disciplina nel proprio Paese.

## La prima Olimpiade
Nel 1996 ad Atlanta si disputa la prima edizione del torneo olimpico di beach volley, al quale assistono complessivamente 107.000 spettatori. Karch Kiraly conquista il terzo oro olimpico (due con il volley), aggiudicandosi il primo successo nella specialità. Il podio maschile è nordamericano: oro ed argento rispettivamente per le coppie statunitensi Kiraly-Steffes e Dodd-Witmarsh, bronzo per il duo canadese Child-Heese. Nel torneo femminile, invece, le brasiliane Jackie Silvia e Sandra Pires superano le connazionali Monica Rodrigues ed Adriana Samuel. Terze le australiane Natalie Cook e Kerri Ann Pottharst.
Nel 1998 viene inaugurato il nuovo World Tour Open, che fa tappa anche in Argentina, Canada, Cina e Repubblica Ceca. Il beach volley entra di diritto nelle principali competizioni internazionali, tra cui i Giochi del Sud-Est Asiatico, i Giochi Panamericani e le Universiadi. Con l'obiettivo di offrire possibilità di ascesa ai giocatori di medio livello, la FIVB introduce le categorie inferiori: Challenger, Satellite e i tornei amatoriali. Oltre 120 Paesi svolgono regolare attività di beach volley.
Dal 1999 il World Tour è l'unico circuito internazionale riconosciuto dal CIO per la qualificazione ai Giochi Olimpici. Per la prima volta il Campionato del Mondo di beach volley si svolge in Europa, precisamente a Marsiglia. La manifestazione fa registrare 50.000 spettatori complessivi. L'oro va ai brasiliani José Loiola ed Emanuel.
Nel 2000 in Australia il beach volley diventa una delle discipline con maggior appeal. Andrea Raffaelli e Maurizio Pimponi hanno l'onore di rappresentare i colori azzurri per l'Italia anche se con scarsi risultati. Le migliori 24 coppie al mondo si sfidano nel meraviglioso impianto di Bondi Beach, che può ospitare fino a 10.000 persone. L'oro di Sydney va agli statunitensi Dain Blanton ed Eric Fonoimoana, vittoriosi in finale sulla coppia brasiliana Zé Marco-Ricardo. Gradino più basso del podio per i tedeschi Jörg Ahmann ed Axel Hager. Le australiane Natalie Cook e Kerri Ann Pottharst, inoltre, si aggiudicano la prova femminile. Argento e bronzo per le coppie brasiliane Behar-Bede e Samuel-Pires.
Nel 2001 a Le Lavandou (Francia) si disputa il primo Campionato del Mondo Under 21 (24-26 agosto) con 24 coppie sia nel torneo maschile che in quello femminile.
Dal 2002 per incoraggiare la pratica del beach volley tra le giovani generazioni, la FIVB vara i Campionati del Mondo Under 21 ed Under 18 su base annuale. Novità anche sul fronte regolamentare: si riducono le dimensioni del campo (16x8 m) e viene adottata la formula del rally point system.
Dal 2003 la Swatch diventa title sponsor del World Tour e partner del Campionato del Mondo. Su manifesti, volantini e biglietti compare il nuovo logo. La tecnologia diventa sempre più protagonista degli eventi, con segnapunti elettronici ed apparecchi per la misura della velocità. Lo Swatch FIVB World Tour si svolge in 22 tappe mondiali (10 maschili e 12 femminili), compreso il torneo di qualificazione olimpico, distribuite su 4 continenti con più di 700 atleti provenienti da oltre 50 Paesi, che concorrono alla cifra record di 5 milioni di dollari. A Rio de Janeiro l'oro mondiale va ai brasiliani Ricardo ed Emanuel.
Nel 2004 ad Atene 24 coppie maschili ed altrettante femminili partecipano al torneo olimpico che si svolge in 12 giorni. Non solo grande spettacolo in campo, nel magnifico impianto costruito sullo stile degli anfiteatri dell'antica Grecia, ma anche intrattenimento, con il coinvolgimento di 12 ballerini, dj, speaker multilingue e direttori di produzione. Il titolo va ai brasiliani Ricardo ed Emanuel, mentre, gli spagnoli Javier Bosma e Pablo Herrera, vincono l'argento. Terzo posto per gli svizzeri Patrick Heuscher e Stefan Kobel. Le statunitensi Kerri Walsh e Misty May, poi, hanno la meglio sulle brasiliane Shelda Bede ed Adriana Behar. Il bronzo va all'altra coppia statunitense composta da Holly McPeack ed Elain Youngs.
Nel 2007 il World Tour si allarga a 34 tappe (17 maschili e 17 femminili), con un premio in denaro complessivo di 8.15 milioni di dollari.
Nel 2008 Pechino ospita il quarto appuntamento olimpico di beach volley. Nei 14 giorni di gare si disputano 108 incontri maschili e femminili, che incoronano campioni olimpici gli statunitensi Phil Dalhausser and Todd Rogers. Argento e bronzo per le coppie brasiliane Araujo-Magalhaes ed Emanuel-Ricardo. Nel torneo femminile le statunitensi Kerri Walsh e Misty May-Treanor s'impongono sulle cinesi Tian Jia e Wang Jie. Terzo posto per l'altro duo cinese composto da Xue Chen e Zhang Xi.
Nel 2009 il World Tour lancia un nuovo visual dinamico e suggestivo in grado di trasmettere in maniera innovativa e brillante tutta la forza e l'entusiasmo del beach volley: due campioni ritratti in un'azione spettacolare sullo sfondo di un colosseo gremito di fan. Il momento clou dell'anno sono i Campionati del mondo, maschili e femminili, con un montepremi da un milione di dollari, presentati da ConocoPhilips dal 25 giugno al 5 luglio a Stavanger in Norvegia. Il premio complessivo del Swatch FIVB World Tour è di 7.7 milioni di dollari. Nel mese di ottobre la FIVB assegna all'Italia l'organizzazione dei Mondiali del 2011.